# Łukasz Rudzewicz
Łukasz Rudzewicz (25 de enero de 1985) es un jugador profesional de voleibol polaco, juego de posición central.

## Palmarés

### Clubes
Campeonato de Polonia de Primera Liga:
- 2019[1]·[2]
- 2017
- 2015